# Molophilus aucklandicus
Molophilus aucklandicus là một loài ruồi trong họ Limoniidae. Chúng phân bố ở miền Australasia.